# Saurodon
Saurodon es un género extinto de peces que perteneció a la familia Ichthyodectidae, del orden Ichthyodectiformes.

## Especies
Especies de Saurodon:
- † Saurodon (Hays 1829)
  - † Saurodon elongatus (Taverne y Bronzi 1999)[3]
  - † Saurodon intermedius (Newton 1878)
  - † Saurodon leanus (Hays 1830)
  - † Saurodon phlebotomus (Cope 1871)